# Corte feudale
La corte feudale o, più semplicemente, corte era, nell'ordinamento del diritto feudale, in particolare franco, un'assemblea che riuniva un signore (un sovrano o un grande feudatario) e i suoi vassalli con funzioni giudiziarie e legislative in merito all'amministrazione del feudo.

## Storia
La corte, che prendeva il nome dalla curtis, cioè dalla dimora feudale, poteva assumere poteri e funzioni diverse a seconda della natura del rapporto vassallatico intercorrente tra il signore e i vassalli e tra il signore e, se esisteva, colui che era a sua volta suo signore. Un esempio era, nell'Outremer franco il diverso funzionamento dell'Alta Corte di Gerusalemme, dove il re eletto agiva come una sorta di primus inter pares coi propri vassalli, i quali potevano anche ricorrere contro il sovrano, e l'Alta Corte del Principato di Antiochia, dove invece la corte non aveva nessuna voce in capitolo nelle decisioni del principe.
Le riunioni delle corti feudali, così come i loro pronunciamenti e le raccolte delle sentenze, prendevano il nome di assise. Sebbene le assise rappresentassero formalmente solo una esplicitazione della legge (così come concepita nel diritto medievale), in pratica, come già anticipato, esse costituivano l'occasione per la definizione di una legge nuova, o meglio, di una nuova interpretazione della stessa.

## Metonimia
Per estensione, l'evoluzione delle assemblee medievali dotate di poteri giurisdizionali ha assunto il nome di Corte, che negli ordinamenti giuridici moderni (soprattutto quelle di Common law) è grosso modo sinonimo di tribunale.